# Fülöp-szigeteki ásótyúk
A Fülöp-szigeteki ásótyúk (Megapodius cumingii) a madarak osztályának tyúkalakúak (Galliformes) rendjébe és az ásótyúkfélék (Megapodiidae) családjába tartozó faj.

## Rendszerezése
A fajt Lewis Llewelyn Dillwyn brit természettudós írta le 1853-ban.

## Alfajai
- Megapodius cumingii dillwyni Tweeddale, 1878
- Megapodius cumingii gilbertii G.R.Gray, 1862
- Megapodius cumingii cumingii Dillwyn, 1853
- Megapodius cumingii pusillus Tweeddale, 1878
- Megapodius cumingii sanghirensis Schlegel, 1880
- Megapodius cumingii tabon Hachisuka, 1931
- Megapodius cumingii talautensis Roselaar, 1994

## Előfordulása
A Fülöp-szigetek, Indonézia és Malajzia területén honos. Természetes élőhelyei a szubtrópusi és trópusi síkvidéki és hegyi esőerdők, mangroveerdők és cserjések, valamint tengerpartok.

## Megjelenése
Testhossza 44 centiméter.
|  |

## Természetvédelmi helyzete
Az elterjedési területe nagyon nagy, egyedszáma ugyan csökken, de még nem éri el a kritikus szintet. A Természetvédelmi Világszövetség Vörös listáján nem fenyegetett fajként szerepel.